# Netbook

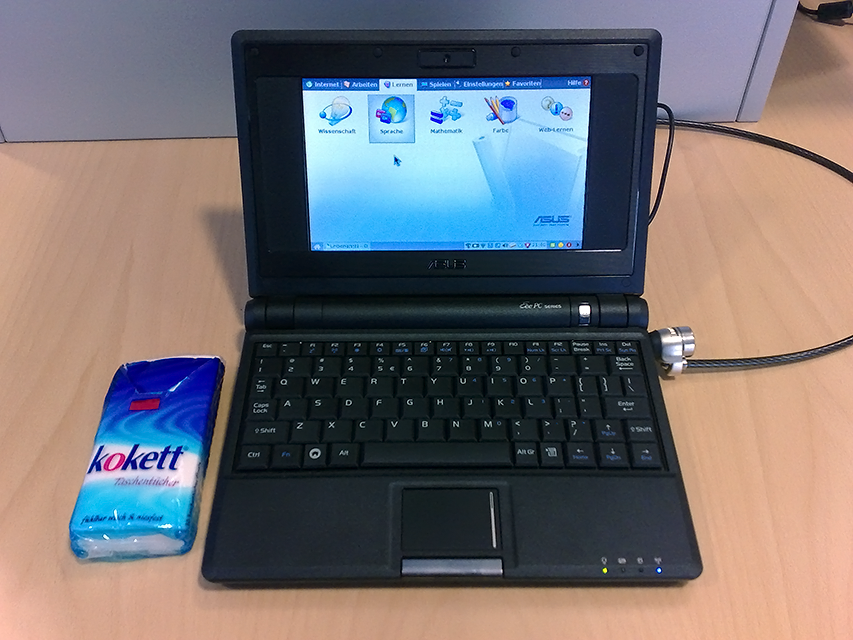
Asus Eee PC.

Un netbook, miniportable ou miniportatif est un ordinateur portable de très petite taille, aux performances plus faibles qu’un ultraportable classique, et vendu à bas prix. Les modèles sans disque dur (mémoire flash ou SSD) sont particulièrement adaptés à une utilisation pour des usages nomades, notamment dans les moyens de transport.
Le terme « netbook » est une marque déposée par le fabricant informatique Psion qui a cependant abandonné toutes ses propriétés sur la marque en 2009. D’autres termes sont parfois utilisés, comme celui de mini-ordinateur ainsi que le sigle POPI (petit ordinateur pour Internet).

## Concept
Le netbook est conçu pour répondre à des besoins simples : navigation sur le web, traitement de texte, tableur, visualisation de contenus multimédia, etc.
Un netbook peut cependant faire tourner, mais plus lentement qu'un ordinateur portable moderne, les applications intensives qui n'ont pas besoin de fonctionner en temps réel (ex.: compression audio et vidéo). De plus, il est possible de jouer à des jeux vidéo dès lors que ceux-ci ne sollicitent pas trop intensément le circuit graphique de ces machines.
Les modèles sans disque dur sont bien adaptés à une utilisation sans risque dans les transports, du fait de leur robustesse et de leur légèreté.
Les netbooks sont à la croisée des chemins entre ordinateurs ultra-portables, assistants personnels (ou PDA), consoles de jeux portatives, lecteur de vidéo portatifs, terminaux informatiques, téléphonie mobile, et visent à cumuler leurs qualités sans leurs défauts. Le concept pourrait être résumé par trois termes : connectivité, mobilité, simplicité.
Plusieurs facteurs ont mené à cette émergence :
- les ordinateurs modernes dits « ultra portables » sont onéreux (plus de 700 € en 2008, de 500 € en 2009) : ils sont cependant plus rapides et leurs écrans possèdent davantage de pixels que ceux des netbooks, limités au maximum à 1 366 × 768 pixels ;
- Les téléphones portables ne permettent la bureautique qu'en seule visualisation, ne permettent pas de communication vidéo de type Skype (sauf smartphone);
- Les assistants personnels (PDA) ont un écran de faible taille ;
- Le stockage électronique des données, les écrans plats et les batteries ont beaucoup évolué ;
- Les réseaux sans fil et à haut débit se généralisent ;
- Les applications côté serveur se répandent ;
- Les standards (protocoles de communication, formats de fichiers…) sont aujourd'hui stables.

## Historique
Le concept de ce type de produit avait été envisagée depuis 1985 avec la création du Centre mondial informatique et ressource humaine de Paris, sous l’égide de Jean-Jacques Servan-Schreiber et Nicholas Negroponte, pour introduire et démocratiser l'usage de l'outil informatique dans tous les domaines de la société en commençant par les enfants.
Dès le 18 décembre 1996, la société Psion avait déposé un dossier auprès de l'USPTO (United States Patent and Trademark Office) pour enregistrer le terme Netbook en tant que marque déposée, et l'avait ensuite utilisé de manière ponctuelle pour certains de ses produits.
Le concept de notebook a ensuite été rendu public et développé par le MIT dans le cadre du projet One Laptop per Child (OLPC) en novembre 2005, ce qui a abouti à plus de 3 millions d'ordinateurs portables Xo distribués dans le cadre de ce projet.
C'est ensuite la première série de netbook Asus Eee PC annoncée au Computex Taipei de 2007, et lancée à Taiwan le 16 octobre 2007, qui marque le début de l’essor des netbooks auprès du grand public et dans le monde entier.
Le terme « netbook » a alors été repris et généralisé par Intel en février 2008 pour décrire cette nouvelle catégorie d’ordinateurs portables. 

### Quelques jalons sur le chemin du netbook
- Des ordinateurs communicants sans pièces mobiles (non compatibles PC) avaient été commercialisés par NEC au milieu des années 1980, typiquement équipés de 32 Kio de mémoire et fonctionnant sur piles. Ils avaient un BASIC en ROM (comme tous les PC de 1981 à 1985), un modem, pas de disque dur, et étaient distribués en France par Olivetti sous sa marque avec le nom de M10.
- Le premier compatible PC autonome léger avait été le Papman de Toshiba (1985[7]), comportant 640 Ko et fonctionnant sur disquettes de 8,89 cm (3,5 pouces) (avant que le PS/2 ne popularise ce format).
- Le NEC UltraLite, sans disque dur, mais avec 2 Mio de mémoire constamment alimentée, la partie dépassant 640 K servant de disque dur ; était déjà proche du concept en 1988.
- Le Toshiba Libretto et les Fujitsu Lifebook B112 et B114 (ces derniers munis d’écran tactile) avaient popularisé le format sub-A4 ultraportable.
- Les Powerbook 12″ d’Apple sont plus difficiles à classer. Sortis en 2003, ils possèdent toutes les caractéristiques recherchées par les utilisateurs de netbook, et leurs processeurs, autonomie et capacité de mémoire sont supérieures à celles des netbooks. Ils sont vendus d’occasion à moins de 500 €, mais sont en termes de prix légèrement au-dessus des netbooks. En revanche, le MacBook Air 11" sorti en 2010 est un netbook haut de gamme.

### La première vague
Parmi les premiers modèles de netbooks, citons :
- Asus Eee PC, historiquement le premier, et dont le 701 resta plusieurs mois le seul netbook du marché
- Classmate PC
- Lenovo S10
- Everex CloudBook (en)
- HP 2133 Mini-Note PC (en)
- MSI Wind
- Hercules eCAFé

Puis plus tard :
- Acer Aspire One
- Medion Akoya Mini (en)
- Dell Inspiron Mini 10
- Fujitsu Siemens Amilo Mini
- Toshiba NB100
- Emtec Gdium
- Samsung NC10 (en)
- Archos 10 ou Hasee MJ125
- Packard Bell dot-s

## Positionnement
Les netbooks sont moins puissants que les ordinateurs portables et les ultra-portables, et leur prix se situe en dessous de 500 €. Ils ont un format proche du A5 et, équipés au départ d’écran de 17 puis 20 ou 23 cm, ils tendent maintenant à aller vers des dalles de 25 à 30 cm. Les capacités des processeurs augmentent aussi avec l’évolution de ceux-ci, dont les Atom d’Intel, et ce tout en permettant l’augmentation de l’autonomie de ces machines.
Au début, la plupart des modèles étaient proposés avec la possibilité de choisir le système d’exploitation, qui pouvait être une variante de Windows ou de Linux. Linux permet le support de modèles utilisant une architecture autre que x86. C’est notamment le cas du Gdium Liberty 1000 de Emtec basé sur un processeur Loongson fabriqué par STMicroelectronics en France ou en Italie, du Jupiter 0708l de Datacask et du Alpha 400 de Bestlink et de tous ses dérivés, basés sur un XBurst 400. Ces architectures de type RISC, pour la plupart supportées aussi par Windows CE, visent un compromis différent entre puissance et très faible consommation. Cependant, la plupart des netbooks vendus actuellement tournent sous Windows XP et Windows 7 Starter.

## Caractéristiques générales

### Configuration
Les premiers modèles avaient des performances très limitées (512 Mio de RAM, quelques Go de Mémoire, généralement SSD (flash), puis disque dur (actuellement), puis, au fil des modèles, leur matériel est devenu de plus en plus comparable à celui des notebooks. Cependant, Intel et Windows ont imposé des limites hardware : début 2010, une machine doit être dotée au maximum de 160 Go de disque dur, d’une fréquence de processeur à 1,6 GHz, d’un écran d’une diagonale inférieure à 14 pouces, et d’1 Go de RAM pour obtenir le droit d’être vendue sous Windows XP ULCPC (licence Windows Ultra low cost PC).

### Logiciels
Le netbook a eu l’effet inattendu de prolonger la vie de Windows XP, qui devait être retiré de commercialisation en juin 2008. Devant le succès rencontré par le premier modèle eeePC 701 sous Linux et compte tenu de la difficulté pratique de faire tourner Vista sur ces machines, Microsoft a prolongé le support de Windows XP pour elles, y compris celles pourvues d’un disque dur à condition que celui-ci ne dépasse pas 160 Go. Des netbooks sont depuis 2010 vendus avec Windows 7 (Starter ou Home Premium), Windows 7 étant optimisé pour s'adapter à ces machines.

## Ventes
En Suisse, la vente de netbooks a triplé en 2009 et leur prix moyen a baissé de 10 %. Toutefois, la tendance de vente de PC est à la hausse, même si le chiffre d’affaires du secteur affiche une baisse de 9 %, ce qui tend à démontrer que les PC sont achetés avec un budget inférieur, ce qui correspond aux netbooks.

## 2015
32,14 millions de netbooks ont été vendus en 2010 (ce qui fait plus de 1 par seconde, record des ventes pour ce type d'appareil) et 14,13 millions en 2012. Les prévisions du cabinet iSupply sont de 3,97 millions d'unités pour 2013, 264 000 en 2014 et plus aucun en 2015.
La raison de cette chute annoncée est que les netbooks sont pris en tenaille entre les ultrabooks pour les besoins nécessitant un clavier mécanique et les tablettes pour ceux pouvant s'en passer.

### Multiplication des modèles pour les constructeurs
Différents constructeurs se sont mis à proposer des netbook plutôt orientés smartbook en 2015, principalement avec le processeur Rockchip RK3288, principalement en raison du port Chromium OS et Chrome OS par le concepteur de processeurs de Fuzhou, permettant d'avoir des netbook entre 150 et 250 $ sans faire de dumping. Différentes distributions Linux ont été portés sur ces modèles, parmi lesquels Arch Linux ARM, Des ports de Debian et Ubuntu existent et sont accélérés pour ce SoC. Le projet Kodi voit des efforts d'intégration dans ce sens avec le décodage vidéo accéléré. 
- Asus (C201 11.6" Chromebook et Chromebook Flip C100P, ce dernier pouvant faire office de tablette)
- Haier Chromebook C11
- Hisense Chromebook C11
- CTL H4 Chromebook for education[18]

La concepteur de processeur taïwanais MediaTek montre en juin 2015 des prototypes de Netbook utilisant son SoC MT8173, comportant 4 cœurs ARM 64-bits, 2 Cortex-A53 à très faible consommation et 2 Cortex-A72 à forte puissance à destination de Chromebooks, comportant un port USB type C. Ils annoncent également que des constructeurs sont déjà sur la conception de modèles basés sur ce prototype(en) « Chromebooks with MediaTek chips coming soon », sur liliputing, 1er juin 2015.
Allwinner, un des principaux vendeurs de processeurs mobiles, de son côté sort le SoC ARM huit cœurs R58 à destination des netbooks 2-en-1 fonctionnant sous Android.
Microsoft de son côté, malgré les mauvaises ventes de ses Surface 1 et 2, sort en 2014 une Surface 3 sous une forme de netbook aux prix plus élevé de 600 euros, l'éloignant de la niche de ce marché.